# Segawa Yusuke
Segawa Yusuke (瀬川 祐輔 Segawa Yūsuke, sinh ngày 7 tháng 4 năm 1994 ở Tokyo) là một cầu thủ bóng đá người Nhật Bản thi đấu cho Kashiwa Reysol.

## Thống kê câu lạc bộ
Cập nhật đến ngày 12 tháng 1 năm 2018.
| Thành tích câu lạc bộ | Thành tích câu lạc bộ | Thành tích câu lạc bộ | Giải vô địch | Giải vô địch | Cúp                   | Cúp                   | Cúp Liên đoàn | Cúp Liên đoàn | Châu lục | Châu lục  | Tổng cộng | Tổng cộng |
| Mùa giải              | Câu lạc bộ            | Giải vô địch          | Số trận      | Bàn thắng    | Số trận               | Bàn thắng             | Số trận       | Bàn thắng     | Số trận  | Bàn thắng | Số trận   | Bàn thắng |
| Nhật Bản              | Nhật Bản              | Nhật Bản              | Giải vô địch | Giải vô địch | Cúp Hoàng đế Nhật Bản | Cúp Hoàng đế Nhật Bản | J.League Cup  | J.League Cup  | Châu Á   | Châu Á    | Tổng cộng | Tổng cộng |
| --------------------- | --------------------- | --------------------- | ------------ | ------------ | --------------------- | --------------------- | ------------- | ------------- | -------- | --------- | --------- | --------- |
| 2016                  | Thespakusatsu Gunma   | J2                    | 42           | 13           | 0                     | 0                     | –             | –             | –        | –         | 42        | 13        |
| Tổng cộng             | Tổng cộng             | Tổng cộng             | 42           | 13           | 0                     | 0                     | –             | –             | –        | –         | 42        | 13        |
| 2017                  | Omiya Ardija          | J1                    | 16           | 2            | 2                     | 0                     | 1             | 1             | –        | –         | 19        | 3         |
| Tổng cộng             | Tổng cộng             | Tổng cộng             | 16           | 2            | 1                     | 0                     | 1             | 1             | –        | –         | 18        | 3         |
| 2018                  | Kashiwa Reysol        | J1                    | 0            | 0            | 0                     | 0                     | 0             | 0             | 0        | 0         | 0         | 0         |
| Tổng cộng             | Tổng cộng             | Tổng cộng             | 0            | 0            | 0                     | 0                     | 0             | 0             | 0        | 0         | 0         | 0         |
| Tổng cộng sự nghiệp   | Tổng cộng sự nghiệp   | Tổng cộng sự nghiệp   | 58           | 15           | 2                     | 0                     | 1             | 1             | 0        | 0         | 61        | 16        |